# نخودكار درمني (بيش كوه زلاغي)
نخودكار درمني (بالفارسية: نخودکار درمنی) هي قرية تقع في إيران في قسم بیش کوه زلاغي الریفي. يقدر عدد سكانها بـ 39 نسمة .